# ArcGIS Engine
ArcGIS Engine是ArcGIS的一套软件开发引擎，可以让程序员建立自定义的GIS桌面程序。
ArcGIS Engine支持多种开发语言，包括COM、.NET框架、Java和C++，能够运行在Windows、Linux和Solaris等平台上。这套API提供了一系列比较高级的可视化控件，大大方便了程序员构建基于ArcGIS的应用程序。
ArcObjects是ArcGIS Engine的核心套件，而ArcGIS Desktop本身就是ArcObjects套件的一个子集。传统的开发方式，例如使用ArcGIS SDK，用户必须在系统中安装一套ArcGIS，才能够运行编写出来的程序。而使用ArcGIS Engine，开发人员就能够为各个用户编写独立于运行的GIS软件，或者把GIS嵌入到其他应用程序之中，而不需要再依赖于ArcGIS Desktop。除了一系列控件，ArcGIS Engine套件还包括一些实用程序、样例以及开发文档。

## 授权
与ArcGIS Desktop一样，每一套ArcGIS Engine都需要取得合法授权，才能够在一台电脑上使用。